# Алесандро Копола
Алесандро Копола е италиански футболист, защитник на Царско село.[източник? (Поискан днес)]

## Кариера
Роден на 13 март 2000 г., започва да тренира футбол в школата на Торино. Играе под наем за редица италянски отбори. През 2022 г. се присъединява под наем в българският клуб от ефбет лига Царско село. Висок е забележителните 205 см.[източник? (Поискан днес)]